# Dreszcze (film 1975)
Dreszcze (tytuł oryg. Shivers; znany też jako They Came from Within oraz Frissons) – kanadyjski fantastycznonaukowy film grozy z podgatunku „body horror”, powstały w 1975 roku w reżyserii Davida Cronenberga. Trzeci fabularny film Cronenberga, jego debiut kinowy, wyróżniony nagrodą Medalla Sitges en Oro de Ley podczas Sitges − Catalonian International Film Festival.

## Opis fabuły
W wyniku eksperymentu szalonego naukowca, doktora Emila Hobbesa, jego sąsiedzi zostają zarażeni pasożytami, które zamieniają ich w bezmyślne, żądne seksu i krwi istoty.

## Obsada
- Paul Hampton − Roger St. Luc
- Joe Silver − Rollo Lynski
- Lynn Lowry − Siostra Forsythe
- Allan Kolman − Nicholas Tudor
- Susan Petrie − Janine Tudor
- Barbara Steele − Betts
- Ronald Mlodzik − Merrick
- Barry Baldaro − Detektyw Heller